# Pachypops fourcroi
La morralla o curvinata (Pachypops fourcroi) es una especie de pez de la familia Sciaenidae en el orden de los Perciformes.

## Morfología
• Los machos pueden llegar alcanzar los 25 cm de longitud total.

## Alimentación
Come peces.

## Hábitat
Es un pez de agua dulce, de clima tropical y bentopelagico.

## Distribución geográfica
Se encuentran en Sudamérica:  cuencas de los ríos  Amazonas y Orinoco, y ríos de las Guayanas.

## Uso comercial
Es común en los mercados locales.

## Observaciones
Es inofensivo para los humanos.